# Patxi Ferreira
Patxi Ferreira Colmenero (Saucelle, Salamanca, 22 de mayo de 1967), conocido como Patxi Ferreira, es un exfutbolista y entrenador español. Jugaba como defensa central. Es uno de los jugadores más jóvenes en debutar con el Athletic Club, ya que jugó sus primeros minutos con 17 años, 3 meses y 20 días. Actualmente es el segundo entrenador del Cádiz Club de Fútbol.

## Trayectoria
Nació en Saucelle, aunque él mismo considera a Alcañices como su localidad de origen. Sin embargo, desde su infancia vivió en Bilbao. Se formó como futbolista en las categorías inferiores del Athletic Club, donde pasó varias temporadas entre el Bilbao Athletic y el primer equipo. Su debut se produjo, el 9 de septiembre de 1984, en plena huelga de futbolistas donde los equipos se vieron obligados a utilizar jugadores en edad juvenil.
En 1989 fichó por el Atlético de Madrid a cambio de 125 millones de pesetas, después de haber pasado dos temporadas completas en el primer equipo del Athletic Club.
En el equipo madrileño estuvo hasta 1995, aunque pasó la temporada 1993-94 cedido en el Sevilla con el que jugó veintiocho partidos y marcó un gol. Tras dos buenas temporadas en el Valencia, regresó al equipo vasco para la temporada del centenario del club (1997-98). Después de tres temporadas dejó el equipo bilbaíno con 169 partidos y 14 goles en su haber. Se retiró en 2001 tras una temporada en el Rayo Vallecano.
Desde 2012 es el técnico ayudante de Gaizka Garitano, a quien ha acompañado en la SD Eibar, Real Valladolid, RC Deportivo, Bilbao Athletic, Athletic Club, Almería y Cádiz Club de Fútbol.

## Selección nacional
Fue un habitual en todas las categorías inferiores de la selección española. Acudió al Mundial sub-20 de 1985, en que la sub-20 fue finalista. Jugó doce partidos con la selección sub-21 entre 1986 y 1990.
Debutó con la selección nacional, el 14 de septiembre de 1988, ante Yugoslavia (derrota 1-2). El 13 de diciembre de 1989 jugó un segundo partido ante Suiza (victoria 2-1). En ambos partidos salió en sustitución de Sanchís.

## Clubes
| Club                         | País   | Año       |
| ---------------------------- | ------ | --------- |
| Bilbao Athletic              | España | 1984-1987 |
| Athletic Club                | España | 1986-1989 |
| Atlético de Madrid           | España | 1989-1995 |
| Sevilla Fútbol Club (cedido) | España | 1993-1994 |
| Valencia Club de Fútbol      | España | 1995-1997 |
| Athletic Club                | España | 1997-2000 |
| Rayo Vallecano               | España | 2000-2001 |

## Palmarés
| Título       | Club                    | País   | Año  |
| ------------ | ----------------------- | ------ | ---- |
| Copa del Rey | Club Atlético de Madrid | España | 1991 |
| Copa del Rey | Club Atlético de Madrid | España | 1992 |